# Parasemia luteo-obsoleta
Parasemia luteo-obsoleta là một loài bướm đêm thuộc phân họ Arctiinae, họ Erebidae.